# Carles Prats i Cot
Carles Prats Cot (Reus, 1971) és un Biòleg (UB), MBA (BSM-UPF) i polític català, membre del partit polític Primàries Catalunya i diputat durant la XI legislatura de Catalunya per la llista de Junts pel Sí.

## Biografia
És llicenciat en Biologia (UB), MBA (BSM-UPF) i ha treballat a l'Institut Cerdà, al Centre d'Innovació i Desenvolupament Empresarial (CIDEM/ACCIO), Laboratoris Esteve, Centre de Recerca (IPHES).
Actualment és responsable de desenvolupament de negoci a la Universitat d'Aarhus (Dinamarca). Està vinculat a diferents entitats ecologistes de Camp de Tarragona.
El desembre de 2020 fou escollit el cap de llista de Primàries Catalunya a la circumscripció de Tarragona, a través d'unes primàries obertes, per tal de concórrer a les Eleccions al Parlament de Catalunya de 2021.